# Japansk mytologi
Japansk mytologi innehåller gudar, djur och hjältar från både shinto och buddhism, flera av kinesiskt ursprung.

## Gestalter i japansk mytologi
A B C D E F G H
I J K L M N O P
Q R S T U V/W X
Y Z

### A
- Amaterasu

### B
- Baku (mytologisk gestalt)
- Benkei
- Benten, en av de sju lyckobringande gudarna
- Bishamon, en av de sju lyckobringande gudarna

### C
- Chōkarō

### D
- Daikoku, en av de sju lyckobringande gudarna
- Draken

### E
- Ebisu, en av de sju lyckobringande gudarna
- Emma-O

### F
- Fukurokujū, en av de sju lyckobringande gudarna
- Fūten

### H
- Hachiman
- Hoderi
- Ho-o-fågeln
- Hoori
- Hotei, en av de sju lyckobringande gudarna

### I
- Iha-Naga
- Inari
- Issun Boshi
- Izanagi
- Izanami

### J
- Jimmu Tenno
- Jingo
- Jizo Bosatsu
- Jūrojin, en av de sju lyckobringande gudarna

### K
- Kagutsuchi
- Kami
- Kami-Musubi
- Kappa (mytologisk gestalt)
- Karyōbinga
- Kintarō
- Kishijōten
- Kirin
- Konohanasakuyahime
- Kwannon
- Kitsune

### M
- Minogame
- Momotarō
- Monju-Bosatsu

### N
- Ninigi
- Nue

### O
- Ojin
- Ōkuninushi
- Omoigane
- Oni
- Otohime
- Ōyamatsumi

### R
- Raiden
- Raiko
- Ryujin

### S
- Shinigami
- Shishi
- Shōki
- Suku-Na-Bikona
- Susanoo
- Suseri-Bime

### T
- Tajika-No-Mikoto

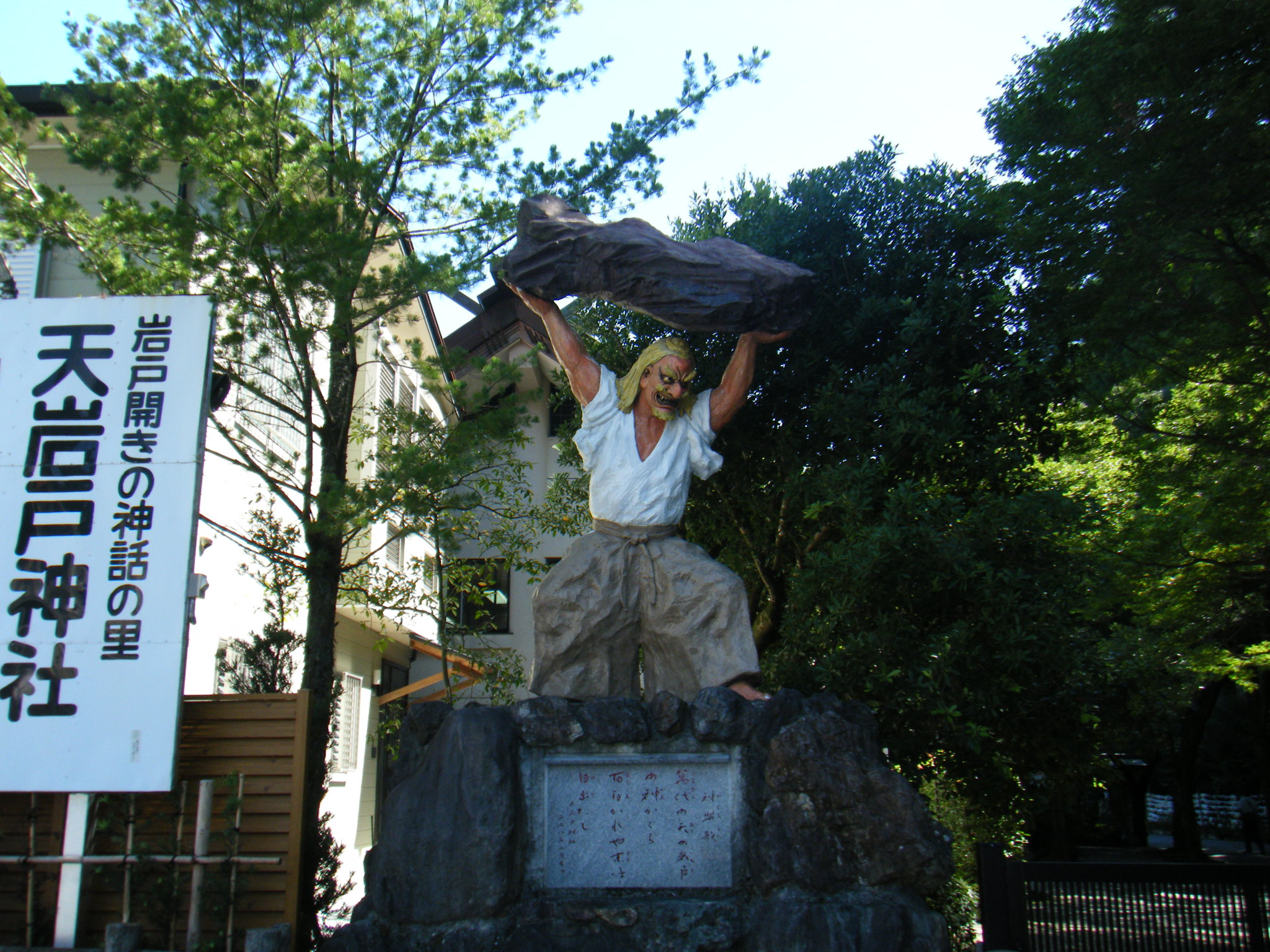
Staty i Miyazaki som föreställer Ame-no-tajikarao.

  - Tajika-No-Mikoto (japanska: アメノタヂカラオ?, Ame-no-tajikarao) är i japansk mytologi en gud som förknippas med fysisk styrka.
- Tako
- Tametomo
- Tanuki
- Tawara Toda
- Tengu
- Tsukuyomi

### U
- Uke-Mochi
- Urashima
- Uzume

### Y
- Yamato Takeru
- Yomotsuhirasaka
- Yorimitsu
- Yoshi-Iye
- Yoshitsune